# سید علینقی نقوی
سید علینقی نقوی (۱۳۱۳ – ۴ اسفند ۱۳۷۸) سیاستمدار اهل ایران بود. وی نمایندهٔ مردم قائنات در دور اول مجلس شورای اسلامی بود. در انتخابات مجلس دورهٔ اول ۵۷٬۵۳۹ رای برابر با ۵۵٫۹۰ درصد آراء را کسب کرد.

## تحصیلات
نقوی در سال ۱۳۱۳ در قائنات به دنیا آمد. نقوی پس از اتمام تحصیلات متوسطه در مشهد در رشته فیزیک از دانشگاه تهران فارغ‌التحصیل شد و به استخدام آموزش و پرورش درآمد.

## فعالیت‌ها
سیدعلینقی نقوی در سال ۱۳۴۰ از طرف ساواک به عنوان یکی از رهبران جنبش معلمین در باشگاه مهرگان به رهبری محمد درخشش بازداشت شد و پس از سقوط دولت علی امینی به توصیه ساواک مجبور به ادامه خدمت در اداره رادیو و سپس ثبت اسناد واملاک شد. آخرین سمت او معاونت کل ثبت اسناد و املاک بود.
او در یک سانحه رانندگی در چهارم اسفند ۱۳۷۸ در محور سبزوار، شاهرود کشته شد.